# Фрідріх II Ойген (герцог Вюртембергу)
Фрідріх II Ойген (нім. Friedrich II. Eugen), (нар. 21 січня 1732 — пом. 23 грудня 1797) — герцог Вюртемберзький у 1795—1797 роках.

## Біографія
Народився 21 січня 1732 року у Штутгарті в родині вюртемберзького принца Карла Александра та його дружини Марії Августи Турн-унд-Таксіс. Мав старших братів Карла Ойгена та Людвіга Ойгена та сестру Августу Єлизавету.
Від 1741 року навчався при дворі Фрідріха Великого, де був доброзичливо прийнятий. Король пропонував йому посаду коад'ютора в Бреслау, втім, юнак віддав перевагу військовій кар'єрі. Навчався в Утрехті, після чого мандрував Голандією, Францією та Англією.
У віці 21 року узяв шлюб із 16-річною принцесою Бранденбург-Шведтською Фредерікою. 3 вересня 1753 був підписаний шлюбний контракт. Вінчання відбулося у Шведті 29 листопада 1753. 
У 1763—1769 роках сімейство мешкало у Трептові, після чого перебралося до графства Монбельяр. Їхніми резиденціями на найближчі десятиліття стало шато де Монбельяр та також літній палац в Етюпі.
У 1795 році Фрідріх Ойген наслідував трон Вюртемберзького герцогства, оскільки його брат Людвіг Ойген не залишив законних нащадків чоловічої статі. Помер 23 грудня 1797 року у Гогенхаймі. Був похований у церкві Людвігсбургу.

## Родина
У подружжя народилося дванадцятеро дітейː
- Фрідріх (1754—1816) — король Вюртембергу у 1806—1816 роках, був двічі одруженим, мав чотирьох дітей від першого шлюбу;
- Людвіг (1756—1817) — генерал-фельдмаршал прусської армії, був одруженим з Марією Чарторийською, а згодом — з Генрієттою Нассау-Вайльбург, мав шістьох дітей від обох шлюбів;
- Ойген Фрідріх (1758—1822) — губернатор Глогау, був одруженим з Луїзою Штольберг-Гедернською, мав п'ятеро дітей;
- Софія Доротея (1759—1828) — дружина імператора Росії Павла I, мала десятеро дітей;
- Вільгельм (1761—1830) — воєнний міністр, був морганатично одруженим із фрейліною своєї матері, баронесою Вільгельміною Тундерфельд-Родіс, мав із нею шестеро дітей;
- Фердинанд (1763—1834) — генерал-фельдмаршал, був двічі одруженим, дітей не мав;
- Фредеріка (1765—1785) — дружина принца Петра Ольденбурзького, мала із ним двох синів;
- Єлизавета (1767—1790) — дружина ерцгерцога Франца, мала єдину доньку, що померла немовлям;
- Вільгельміна (3 червня—21 жовтня 1768) — прожила 4 місяці;
- Карл (1770—1791) — одруженим не був, дітей не мав;
- Александр (1771—1833) — генерал від кавалерії, був одруженим з Антуанеттою Саксен-Кобург-Заальфельдською, мав із нею п'ятьох дітей;
- Генріх (1772—1833) — граф фон Зонтхайм, був морганатично одруженим з бреславською акторкою Крістіаною Кароліною Алексей, мав із нею п'ятьох доньок.

## Нагороди
- Великий магістр Мисливського ордену Святого Губерта (Герцогство Вюртемберг);
- Великий магістр ордену «За військові заслуги» (Герцогство Вюртемберг);
- Орден Андрія Первозванного (Російська імперія);
- Орден Чорного орла (Королівство Пруссія).